# Nagy Zsuzsanna (labdarúgó)
Nagy Zsuzsanna, Kovácsné (1961. március 15. –) válogatott labdarúgó, középpályás.

## Pályafutása

### Klubcsapatban
A Láazló Kórház csapatával négy bajnoki címet nyert 1985 és 1989 között.

### A válogatottban
1990-ben egy alkalommal szerepelt a válogatottban.

## Sikerei, díjai
- Magyar bajnokság
  - bajnok: 1984–85, 1985–86, 1986–87, 1988–89, 1994–95
  - 2.: 1989–90
  - 3.: 1987–88, 1990–91

## Statisztika

### Mérkőzése a válogatottban
| Magyarország | Magyarország         | Magyarország | Magyarország  | Magyarország | Magyarország | Magyarország | Magyarország | Magyarország |
| #            | Dátum                | Helyszín     | Hazai         | Eredmény     | Vendég       | Kiírás       | Gólok        | Esemény      |
| ------------ | -------------------- | ------------ | ------------- | ------------ | ------------ | ------------ | ------------ | ------------ |
| 1.           | 1990. szeptember 29. | Varannó      | Csehszlovákia | 3 – 0        | Magyarország | Eb-selejtező | -            | 75'          |
|              | Összesen             |              |               | 1            | mérkőzés     |              | 0            | gól          |